# Nyhavn

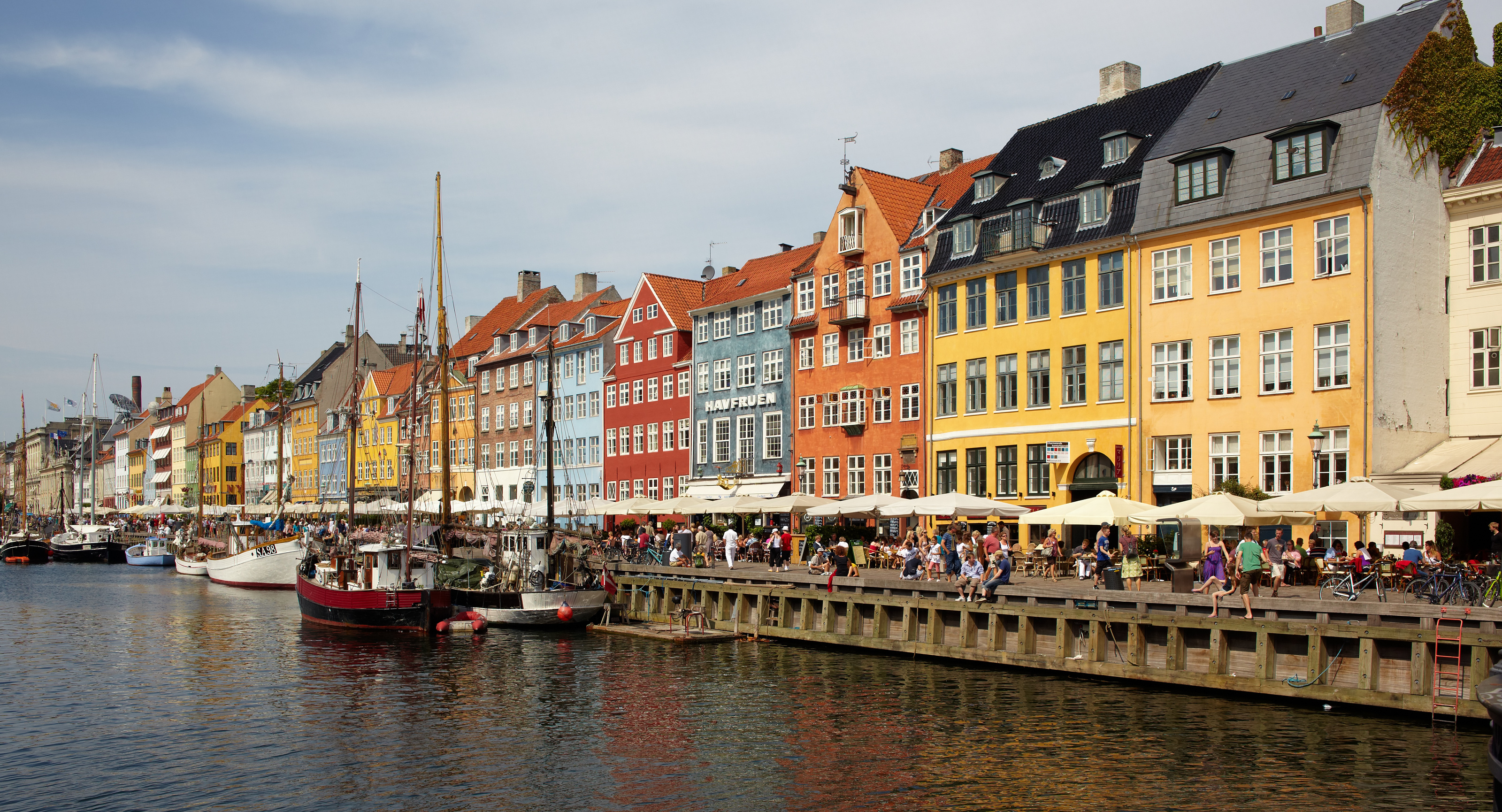
Fachadas coloridas en Nyhavn

Nyhavn (literalmente, “Puerto Nuevo”, pronunciado ˈnyhɑʊ̯ˀn) es un paseo marítimo, canal y zona de ocio del siglo XVII situado en Copenhague, Dinamarca. Se extiende desde Kongens Nytorv hasta el puerto, justo al sur del Teatro Real. Tiene petit hôtels de colores brillantes de los siglos XVII y comienzos del XVIII, bares, cafeterías y restaurantes. Sirve como un "puerto patrimonial", y tiene muchos barcos históricos de madera.

## Historia
Nyhavn fue construido por el Rey Cristián V entre 1670 y 1673, excavado por prisioneros de guerra suecos de la Guerra sueco-danesa de 1658–1660. Es una puerta de entrada al centro de la ciudad desde el mar, por Kongens Nytorv (Plaza del Rey), donde los barcos llevaban la carga y las capturas de los pescadores. Era notorio por la cerveza, marineros y la prostitución. El escritor danés Hans Christian Andersen vivió en Nyhavn durante 18 años.
El primer puente sobre Nyhavn abrió el 6 de febrero de 1875. Era una pasarela temporal de madera. Fue sustituido por el puente actual en 1912.

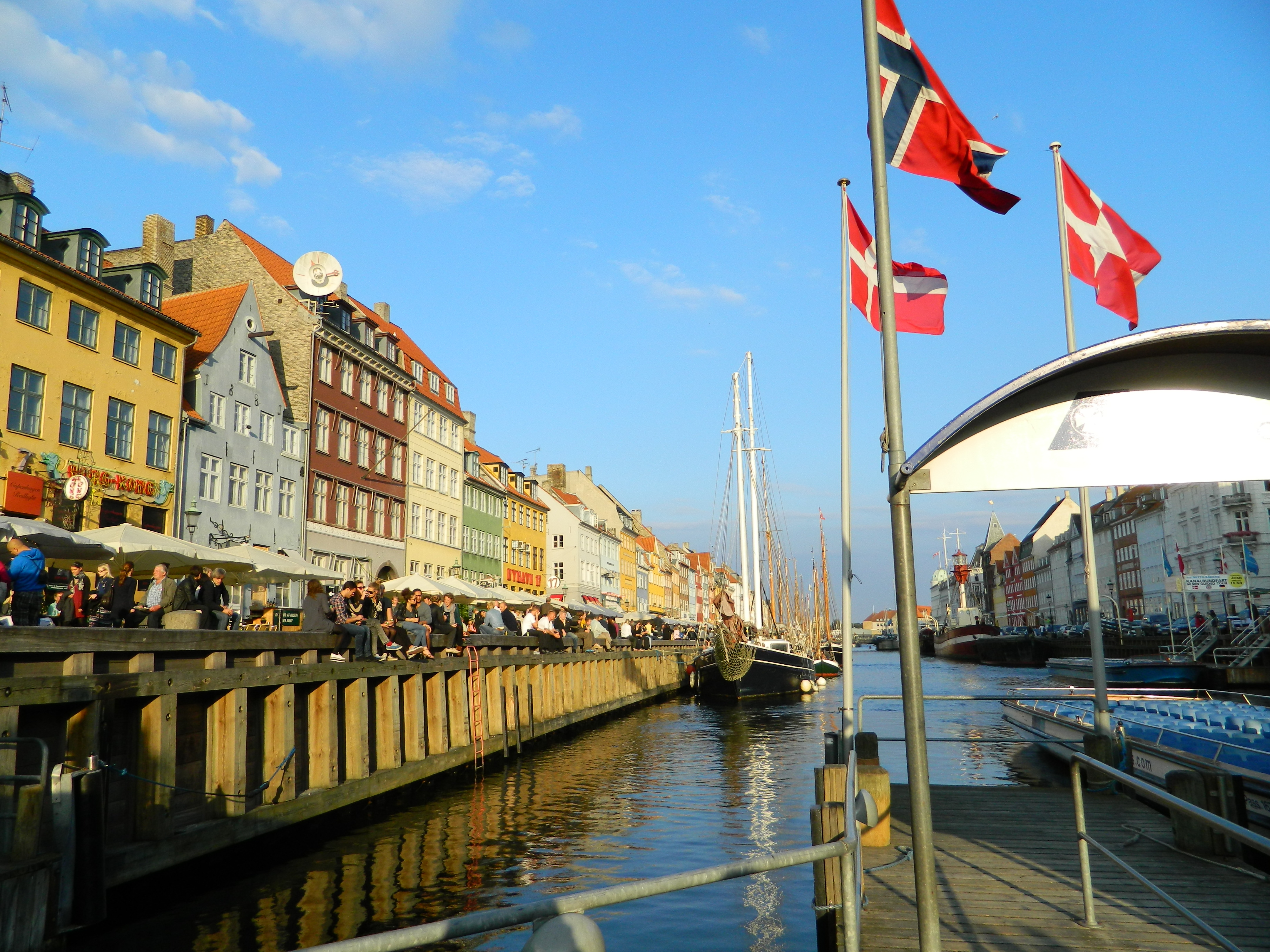
El canal.

Mientras los barcos transoceánicos se hacían más grandes, Nyhavn pasó a ser dominado por pequeños barcos de carga daneses. Tras la Segunda Guerra Mundial el transporte por tierra asumió este papel y desapareció el tráfico de pequeños barcos del Puerto de Copenhague, dejando a Nyhavn prácticamente sin buques.
A mediados de la década de 1960, se creó la Sociedad Nyhavn (en danés, Nyhavnsforeningen) con el objetivo de revitalizar Nyhavn. En 1977, el Alcalde de Copenhague Egon Weidekamp inauguró Nyhavn como un puerto museo.

## Edificios
El lado norte de Nyhavn (números impares) está bordeado por petit hôtels de colores brillantes construidas con madera, ladrillos y yeso. La casa más antigua, en el número 9, data de 1681. El lado sur de Nyhavn (números pares) tiene lujosas mansiones al lado del canal, en especial el Palacio de Charlottenborg en la esquina de Kongens Nytorv.

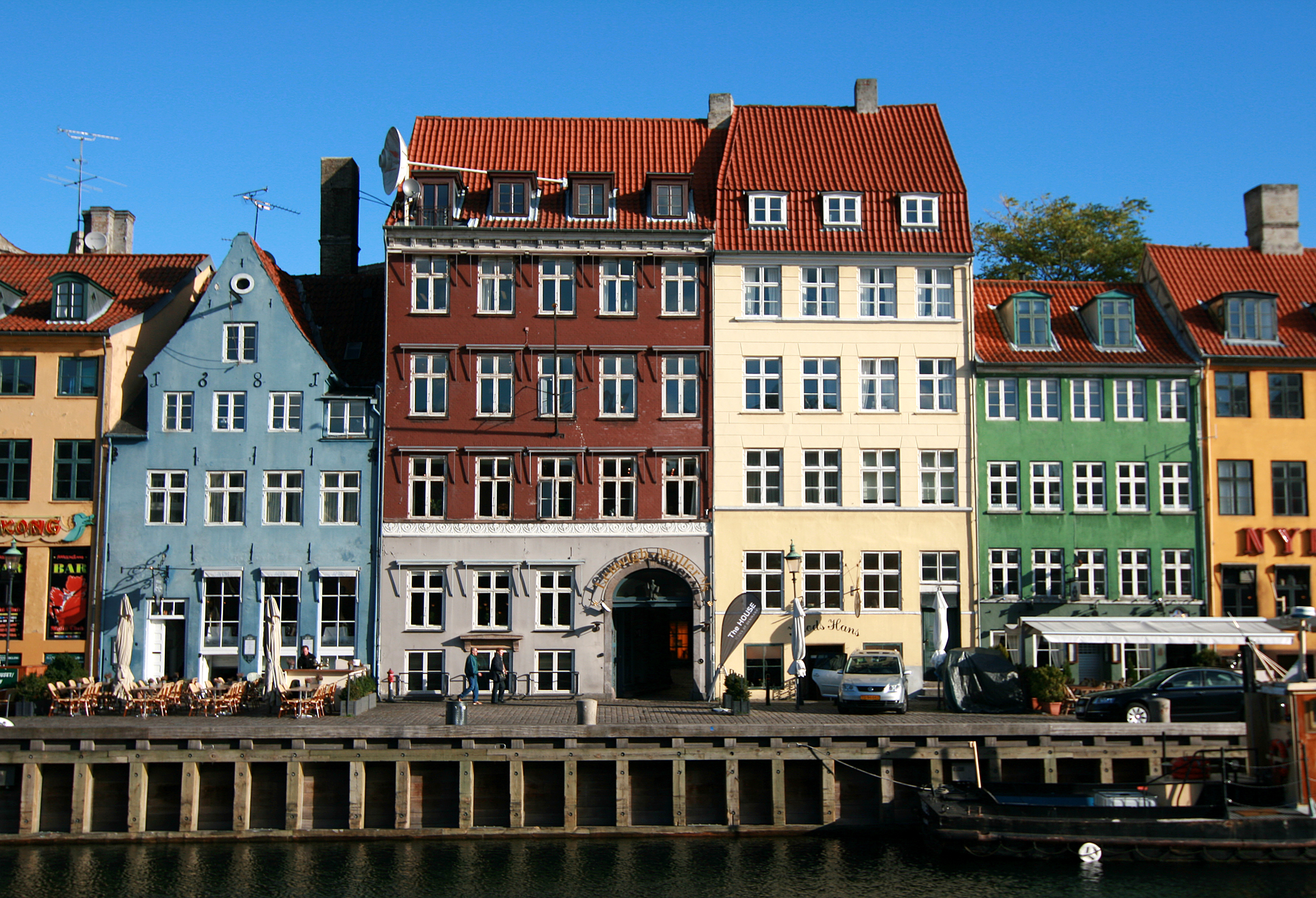
Nyhavn 9-15
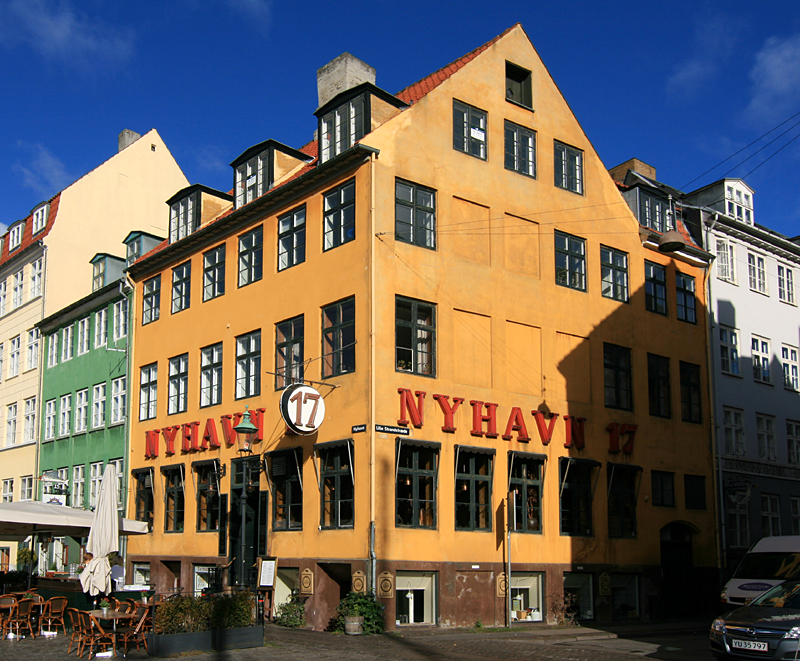
Nyhavn 17
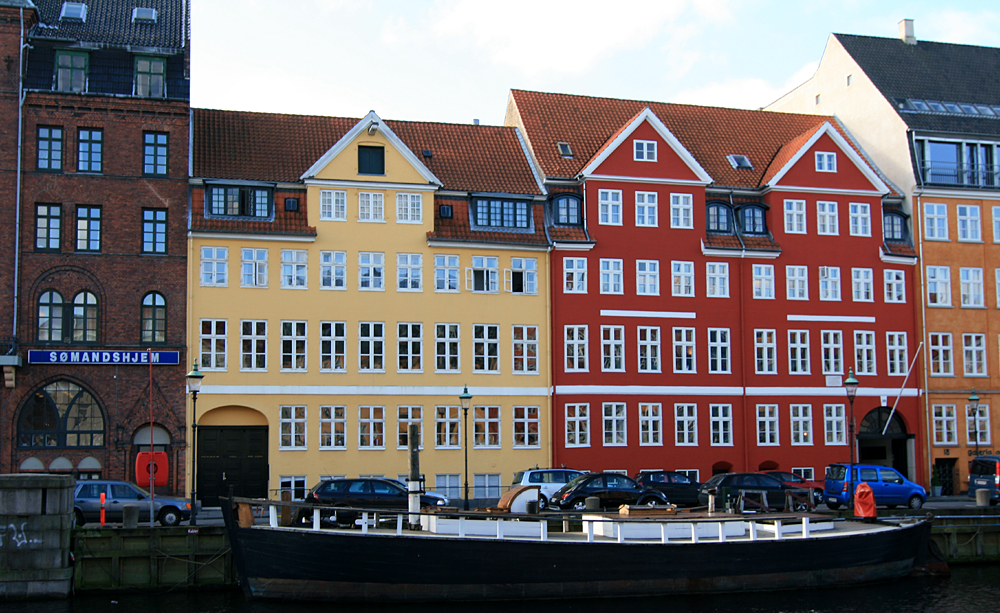
Nyhavn 20-22
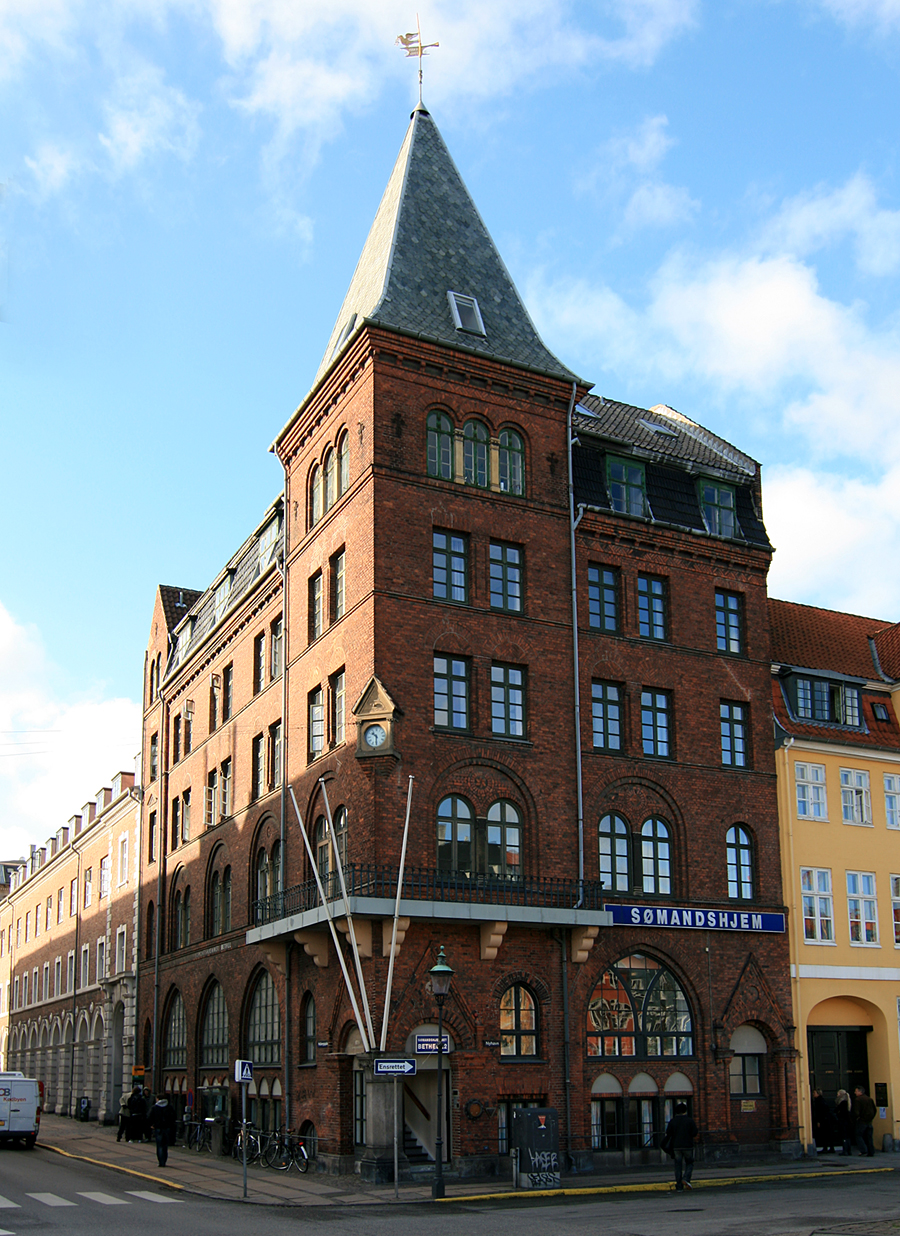
Nyhavn 22
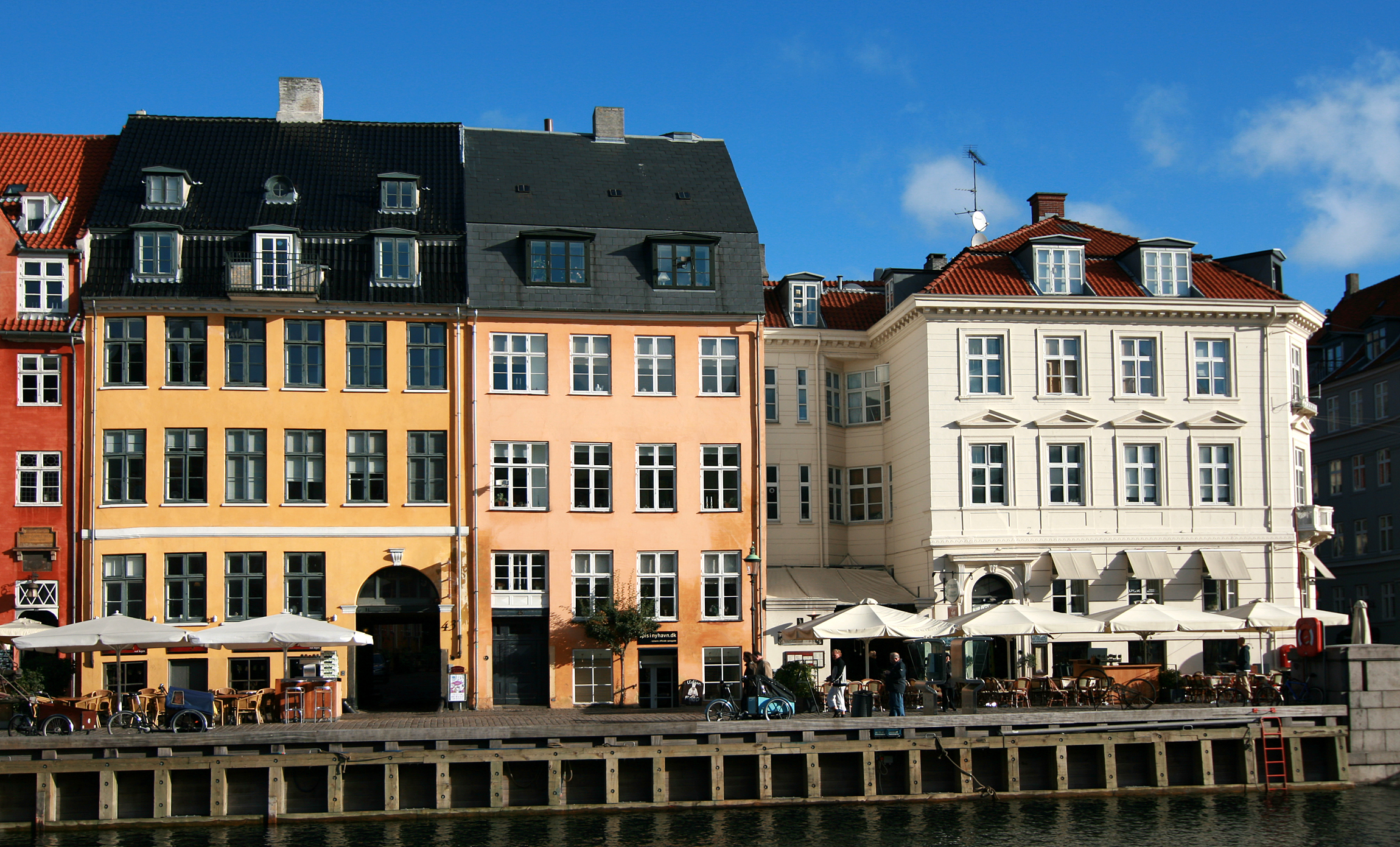
Nyhavn 43-47
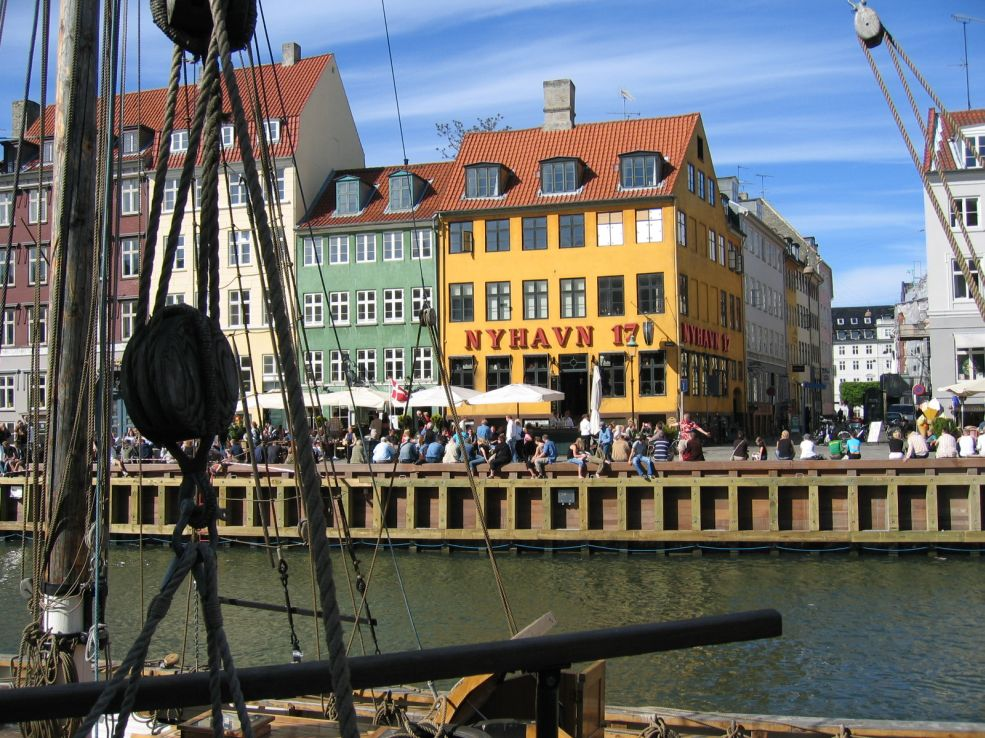
Nyhavn
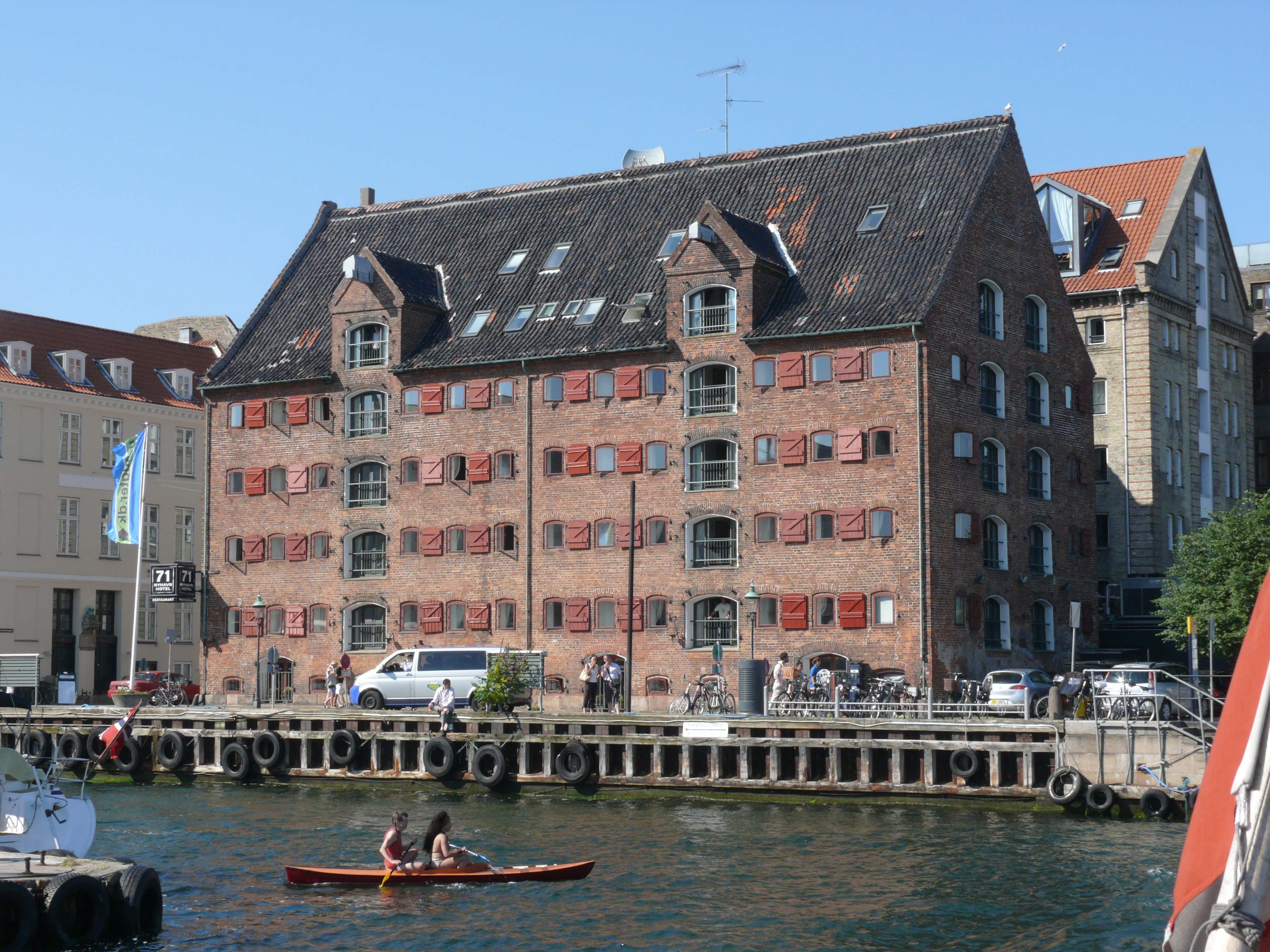
71 Nyhavn, en la actualidad un hotel

## Puerto Museo
El "Puerto Museo" de Nyhavn, que ocupa la sección interior de Nyhavn, entre el Puente Nyhavn y Kongens Nytorv, está llena de barcos antiguos. Desde la fundación del puerto patrimonial en 1977, el lado sur del canal ha estado reservado para barcos museo propiedad del Museo Nacional de Dinamarca, que recibió una donación de barcos cuidadosamente restaurados de A. P. Møller, mientras que el lado norte del canal se puso a disposición de la Sociedad Nyhavn y los barcos de madera privados todavía en uso.
Entre los barcos del puerto se encuentran:
- XVII Gedser Rev: buque faro construido en Odense en 1895, en funcionamiento hasta 1972, cuando fue adquirido por el Museo Nacional y ahora funciona como un barco museo.
- Svalan af Nyhavn : galease construido en Jungfrusund en 1924
- Anna Møller: galease construido en Randers en 1906.
- MA-RI: barco de contrabando construido en 1920; abordado por las autoridades aduaneras en Elsinore con mercancías de contrabando a bordo en 1923, confiscado y subastado. Posteriormente funcionó como un barco pesquero y un ferry entre Polonia y Bornholm, de nuevo como barco de contrabando.
- Mira: goleta de dos mástiles construida en Fåborg en 1898, considerado uno de los mejores barcos pequeños daneses de aquella época. Durante muchos años transportó creta de Stevns. Es el primer barco del lado norte de Nyhavn, viniendo de Kongens Nytorv.
- El Teatro Barco: una barcaza construida en Copenhague en 1898. Desde 1972 ha funcionado como un barco teatro.

## El Ancla Memorial

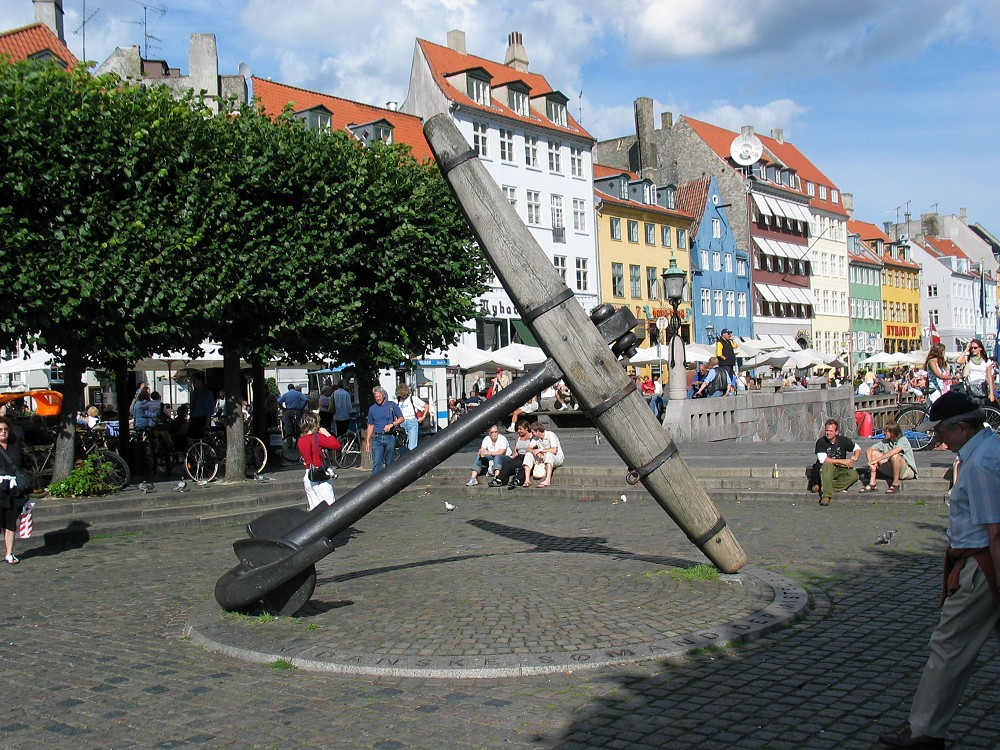
El Ancla Memorial al final de Nyhavn

El gran Ancla Memorial (en danés, Mindeankeret) al final de Nyhavn, donde se encuentra con Kongens Nytorv, es un monumento que conmemora los más de 1700 oficiales y marineros daneses en servicio para la Marina, la flota mercante o las Fuerzas Aliadas, que sacrificaron sus vidas durante la Segunda Guerra Mundial. El ancla se inauguró en 1951, sustituyendo una cruz temporal de madera erigida en el lugar en 1945, y una placa con un monograma del Rey Federico VII en ella. El Ancla Memorial es de 1872 y se usó en la fragata Fyn (Funen), que estuvo atracada en la base naval de Holmen durante la Segunda Guerra Mundial. El 5 de mayo de todos los años (día de la liberación de Dinamarca en 1945) se celebra en el Ancla Memorial una ceremonia oficial para honrar y conmemorar a los caídos.

## Bares y restaurantes

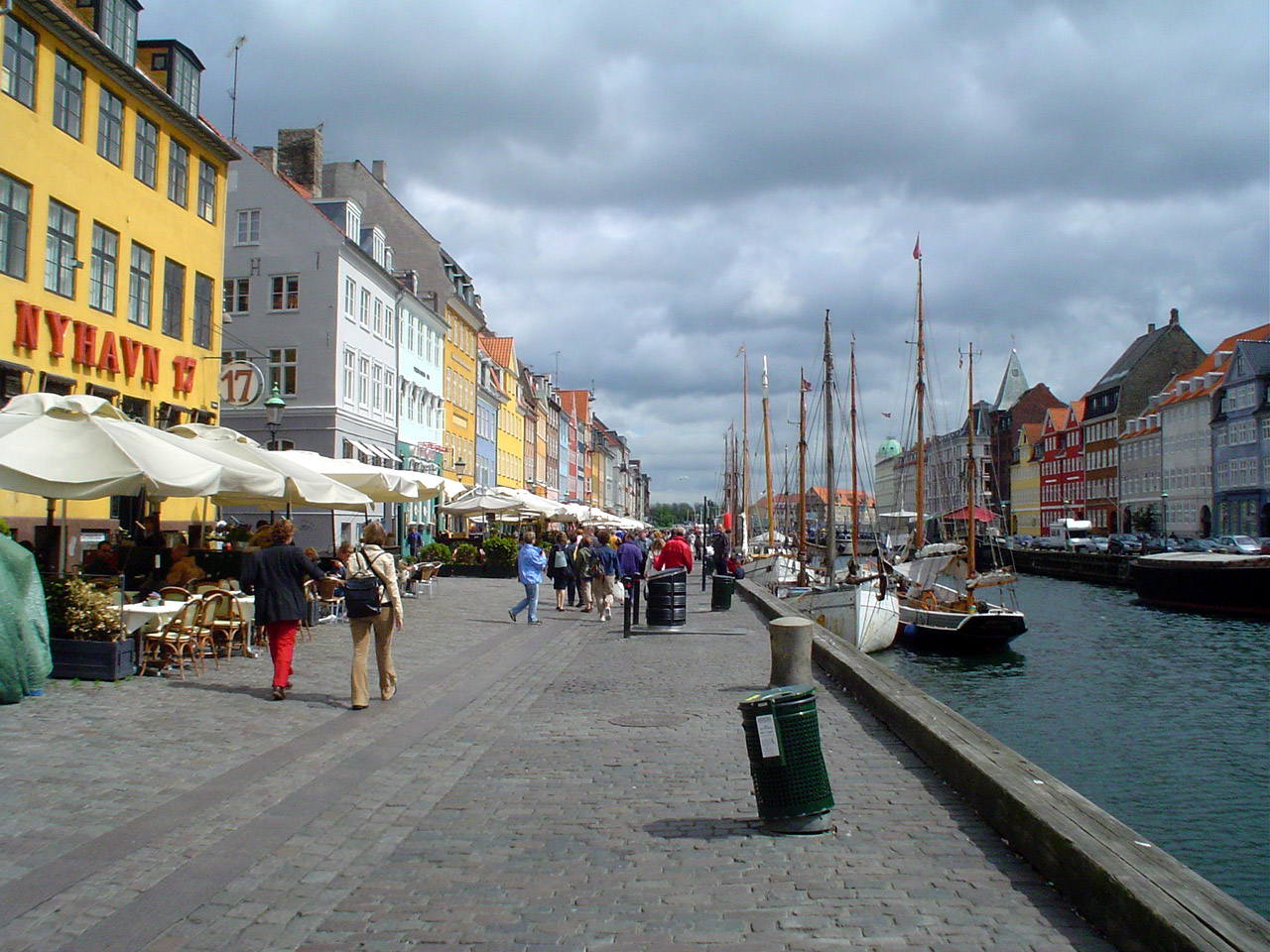
Bares y restaurants en el lado norte de Nyhavn

En el lado norte (y más soleado), Nyhavn está lleno de bares y restaurantes frente al puerto. Incluso en los días más fríos los tipos más fuertes se sientan al aire libre con una cerveza y una manta sobre sus piernas, proporcionada por el restaurante en cada asiento. Nyhavn sirve como un centro de los tours del canal.

## Transporte
Al final de Nyhavn se sitúa la estación Kongens Nytorv del Metro de Copenhague, aunque se sitúa en el extremo opuesto de la plaza homónima fuera del Magasin du Nord. La estación es servida por las líneas M1 y M2.
Los Autobuses del Puerto de Copenhague tienen una parada en la desembocadura de Nyhavn. Todas las cuatro rutas de los autobuses, 901, 902, 903 y 904, se detienen en esta parada, junto al Teatro Real.